# Провулок Джорджа Орвелла
Прову́лок Джо́рджа О́рвелла — провулок в Шевченківському районі міста Києва, місцевість Сирець. Пролягає від Ризької вулиці до вулиці Щусєва. Використовується як стоянка тролейбусів маршруту №16. 
Прилучається Олешківська вулиця.

## Історія
Провулок виник у середині XX століття під назвою 883-тя Нова вулиця. 1953 року отримала назву Орловський провулок, на честь міста Орел.
Сучасна назва на честь англійського письменника Джорджа Орвелла — з 2023 року

## Зображення

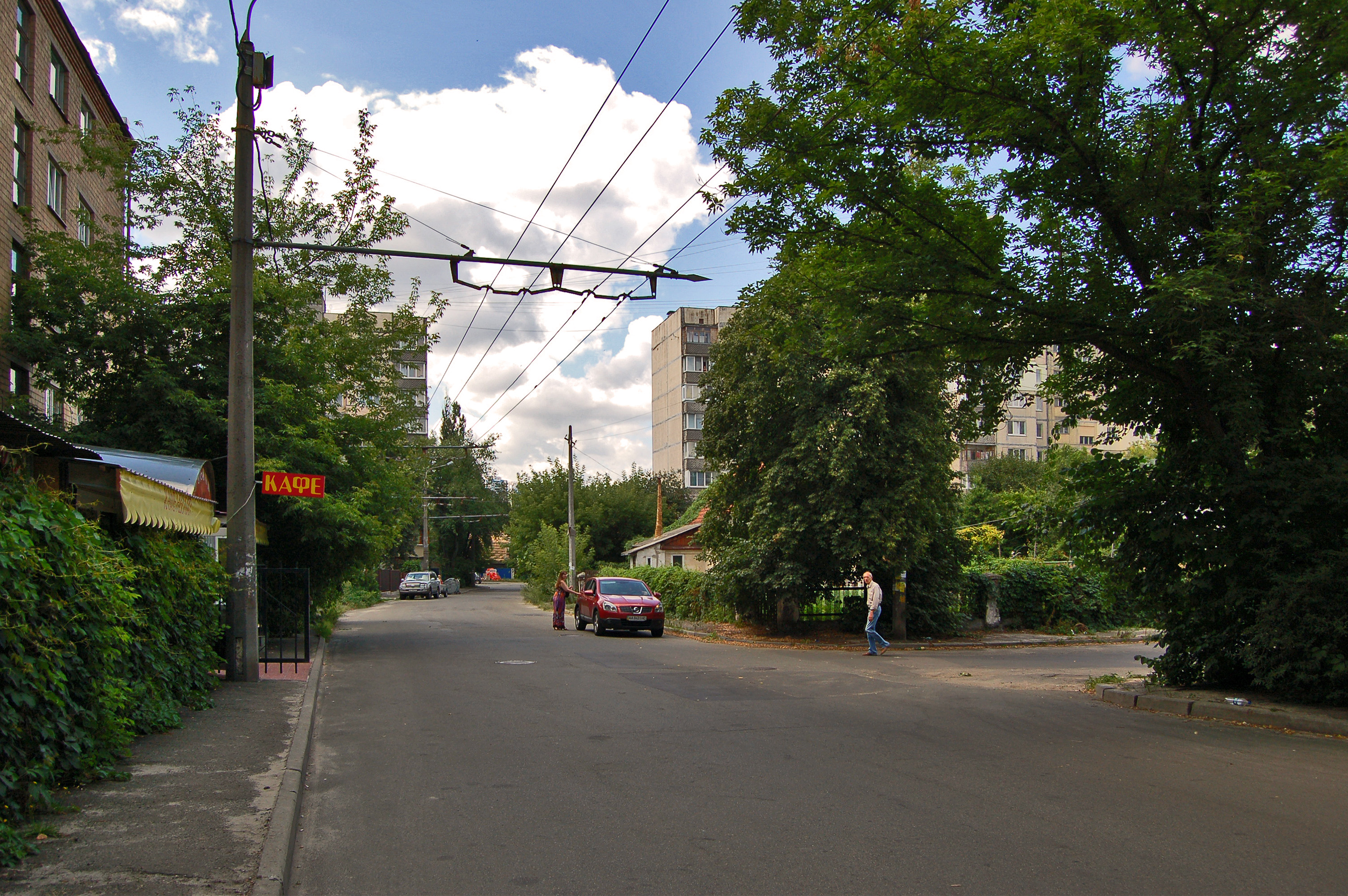
Поблизу перехрестя з Олешківською вулицею